# Mieczysław Mittelstaedt
Mieczysław Mittelstaedt (ur. 1916 r., zm. 1943 r.) – polski lekkoatleta, biegacz.
Urodzony prawdopodobnie w 1916 r., dokładna data nie jest znana, jako że został znaleziony w lesie. Przybrany syn Tadeusza i Kazimiery Mittelstaedt, brak informacji o jego życiu prywatnym i edukacji. Reprezentant zespołu KSZO Ostrowiec Świętokrzyski. W 1937 r. przez redakcję Przeglądu Sportowego określany jako drugi w Polsce biegacz na 800 m. W 1938 r. w biegu na 400 m uzyskał wynik 49,6 s, co lokowało go w Polsce w grupie kilku zawodników tej klasy, a rok wcześniej na dystansie 800 m uzyskał 1.54,8. W regionie kieleckim jego wynik został poprawiony dopiero w latach 1970. W 1938 r. reprezentant Polski w meczu z Francją (nie wystąpił z powodu choroby), z Rumunią (rezerwowy) i Węgrami (mecz odwołany). Kandydat do reprezentacji na niezrealizowane z powodu wojny Igrzyska Olimpijskie w Tokio (1940 r.). Zmarł w 1943 r. z powodu gruźlicy, pochowany w Szewnie koło Ostrowca Świętokrzyskiego.
Brat Tadeusza, żołnierza oddziału partyzanckiego.